# Ko Ko Bop
"Ko Ko Bop" é uma canção do grupo masculino sino-coreano Exo contida em seu quarto álbum de estúdio The War. Ela foi lançada em 18 de julho de 2017 em duas versões linguísticas, coreana e mandarim, como single do álbum.

## Lançamento e promoção
"Ko Ko Bop" é descrita como um gênero híbrido de reggae e EDM. Ela foi composta por Kaelyn Behr, Tay Jasper, Shaylen Carroll, e MZMC, e foi escrita por JQ, Hyun Ji-won, Baekhyun, Chen, e Chanyeol. Após um representante da S.M. Entertainment confirmar que o grupo lançaria um novo álbum no verão de 2017, a agência anunciou em 23 de junho de 2017 que o mesmo ocorreria sem o integrante Lay, cujas atividades confirmadas em seu cronograma de promoção na China se sobrepuseram com as do grupo. O single foi lançado em 18 de julho de 2017 juntamente do sucesso de vendas The War. O grupo iniciou a divulgá-la em programas musicais dois dias depois, performando-a no M! Countdown.

## Videoclipe
O primeiro teaser de seu videoclipe foi revelado durante um concerto da turnê SM Town Live World Tour VI realizado em 8 de julho. Um outro teaser foi revelado no dia 17 do mesmo mês, que foi seguido pelo lançamento do videoclipe nas versões coreana e mandarim no dia seguinte.

## Desempenho nas paradas
| Parada (2017)              | Melhor posição |
| -------------------------- | -------------- |
| China (Alibaba)            | 1              |
| China (Billboard)          | 2              |
| Coreia do Sul (Gaon)       | 1              |
| Estados Unidos (Billboard) | 2              |
| Japão (Billboard)          | 39             |

| Parada (2017)        | Maior posição |
| -------------------- | ------------- |
| Coreia do Sul (Gaon) | 1             |

## Vendas
| Região               | Vendas     |
| -------------------- | ---------- |
| Coreia do Sul (Gaon) | 1,039,197+ |

## Prêmios e indicações

### Prêmios de programas musicais
| Programa                  | Data                |
| ------------------------- | ------------------- |
| Show Champion (MBC Music) | 26 de julho de 2017 |
| Show Champion (MBC Music) | 2 de agosto de 2017 |
| M! Countdown (Mnet)       | 27 de julho de 2017 |
| M! Countdown (Mnet)       | 3 de agosto de 2017 |
| Music Bank (KBS)          | 28 de julho de 2017 |
| Music Bank (KBS)          | 4 de agosto de 2017 |
| Inkigayo (SBS)            | 30 de julho de 2017 |
| Inkigayo (SBS)            | 6 de agosto de 2017 |
| Show! Music Core (MBC)    | 5 de agosto de 2017 |

## Histórico de lançamento
| Região        | Data                | Formato(s)       | Gravadora(s)                   | Ref    |
| ------------- | ------------------- | ---------------- | ------------------------------ | ------ |
| Coreia do Sul | 18 de julho de 2017 | Download digital | S.M. Entertainment Genie Music | [ 16 ] |
| Mundialmente  | 18 de julho de 2017 | Download digital | S.M. Entertainment             | [ 16 ] |